# Mokhtar Kadiri
Mokhtar Kadiri, né en 1928 et mort le 31 mai 1989 à Fès, est un joueur d'échecs marocain.

## Carrière
Il apprit à jouer aux échecs au début des années 1940  dans le cadre des anciennes habitudes des grandes familles fassies. Installé par la suite à Kénitra pour son commerce, il rencontra des joueurs européens et devint le seul joueur marocain de l’équipe de Kénitra.
Mokhtar Kadiri contribua à la création du club fassi des échecs en 1958 puis joua un rôle central dans la création de la Fédération royale marocaine des échecs dont il devint le premier secrétaire général.
Il fut membre de l’équipe nationale entre 1965 et 1977, année durant laquelle il dut cesser ses activités échiquéennes à cause d’une hémiplégie.
Il a remporté la  coupe du cabinet royal en 1969 et le Championnat du Maroc d'échecs lors de la même année. Il participa, en tant que joueur de l’équipe nationale, aux Olympiade d'échecs à La Havane en 1966, à Lugano en 1968, à Siegen en 1970, à Skopje (Yougoslavie) en 1972 et à Tripoli en 1976 .
Il est le père de Bouchra Kadiri, première championne marocaine d’échecs .
Mokhtar Kadiri est décédé le 31 mai 1989.

## Une partie
(Mokhtar Kadiri  - Cleopas , Siegen, 1970) 
1.e4 g6 2.d4 fg7 3.cf3 d6 4.h3 cf6 5.fd3 0-0 6.fe3 cc6 7dd2 e5 8.d5 ce7 9.c4 ch5 10.cc3 f5 12.fh6 e4 13.dg5 de8 14.g4 ! exd3 15.gxh5 cg6+d 16.rf1 fxc3 17.fxf8 de2+ 18. Rg2 rxf8 19.hxg6 h6 20.dd8 + rg7 21.bxc3 f4 22.dxc7 + rxg6 22.dxd6 + rh7 24.te1 fxh3 + 25. Txh3 tg8+ 26.rh1 (1-0)